# Tsukahara (salto)

Salto

O Tsukahara (/sucararra/) é o movimento de salto acrobático que sugere o voo completo do corpo, onde o ginasta executa na ginastica artística, um salto mortal duplo com um giro (parafuso) no primeiro salto. Este movimento foi executado inicialmente por Mitsuo Tsukahara em 1970. Chamado internacionalmente de Tsukahara Vault.
Pode ser também um salto para trás com meia torção na entrada, seguido por uma meia torção reversa.

## História
Mitsuo Tsukahara, nascido em 22 de novembro de 1947, é um antigo ginasta japonês, várias vezes medalhista olímpico  - cinco vezes só em 1976. Ele também é conhecido por ter inventado um salto que atualmente leva o seu nome.
Tsukahara foi um importante componente da equipe de ginástica do Japão que venceu a competição por equipes em 1968 (México), 1972 (Munique) e 1976 (Montreal).
Em 1970 foi a primeira vez que tal movimento fora mostrado, no Campeonato Mundial de Ginástica Artística (World Artistic Gymnastics Championships), na cidade eslovena de Ljubljana, durante as provas que definiriam os campeões por equipes. O ginasta japonês, Mitsuo Tsukahara executou um salto mortal duplo com um parafuso completo no primeiro salto e contribuiu para a conquista da medalha de ouro pela equipe japonesa.
Depois da prova de salto sobre o cavalo do Campeonato Mundial de 1970, em Ljubljana, seu nome marcou a história e o futuro da ginástica artística neste referido aparelho e na modalidade.

## Descrição geral
O Tsukahara é o salto de base trabalhado em movimento sobre a mesa de salto. Este salto é realizado tanto por mulheres quanto por homens, e é frequentemente utilizado na competição como salto ou por suas evoluções - com rotação em torno de si mesmo ou em dupla rotação transversal. Menos arriscado que o "salto-lua" ou o Yurchenko - por razões da insegurança ou da realização técnica -, ele é abordado de diferentes maneiras segundo os treinadores.

## Descrições específicas
- A corrida de impulso- proporciona a velocidade horizontal necessária que será em seguida transformada em rotação. Correr rápido, proporciona um impulso ainda maior.
- A percussão sobre o trampolim- esta é a fase na qual os treinadores discordam: Braços para trás, braços para frente, braços para o ar. Existem várias possibilidades. No entanto, a técnica da inversão é a mesma exigida para seu outro salto, o "lua". Esta fase é a mais importante: inversão do corpo e onde se inicia a impulsão.
- A posição das mãos- para o Tsukahara a modificação a ser feita é na pose das mãos já que será necessário executar um quarto de volta neste momento. Trata-se de movimentar as mãos, uma após a outra, de modo a criar esta rotação longitudinal.

## Análises

### Biomecânica
No movimento retilíneo horizontal durante o percurso sobre o trampolim, o ginasta deve se encontrar em posição um pouco avançada. A rotação transversal se cria devido a dois princípios mecânicos: o bloqueio do movimento retilíneo e a pressão descentrada. Desse modo, o ginasta orienta de maneira segura o alto do corpo para criar esta rotação transversal.
Já na segunda fase - sobre a mesa – dá-se um movimento que depende em grande parte do que se passa sobre o trampolim, pois, uma vez que o atleta tenha deixado a mesa, ele não pode mais modificar a sua trajetória. Desse modo, tudo acontece antes. A criação da rotação a partir das mãos sobre a mesa depende então dos princípios biomecânicos, ou seja: o ginasta deve ter conservado a rapidez horizontal para bloquear no momento da impulsão e orientar seu corpo a fim de, criar a rotação transversal. Outra noção importante da biomecânica é a transferência de momento cinético. Sendo muito simples, é a eficácia das curvas e envergaduras e a transferência de energia de uma à outra.

### Muscular
O trabalho de impulsão sobre a mesa é o momento chave do Tsukahara, mas não específico a este salto. É a passagem do trampolim para a mesa, que assegura o bloqueio do curso, e, para se ter uma transição eficiente é necessária uma postura segura, ou seja, reta, sem comprometer a bacia e jogar a parte inferior do corpo para trás. Em seguida, não se pode fechar os ombros, é preciso um corpo direito, firme, sólido e a impulsão de braços. Para o sucesso deste salto, não se pode deformar o ângulo formado pelos calcanhares e pelos braços.
A posição no ar é também um elemento importante do salto. Os ginastas optam por várias posições: a bacia retro-versé e o corpo firme, ou em ligeira abertura da bacia para proporcionar um pouco mais de rotação. A posição da cabeça, o queixo para baixo em direção a garganta e a posição dos braços posicionados estendidos, na altura da bacia para preparar o trabalho das hélices, no entanto, não são variáveis.